# Saint-Germain-Village
Saint-Germain-Village é uma comuna francesa na região administrativa da Normandia, no departamento de Eure. Estende-se por uma área de 5,31 km². Em 2010 a comuna tinha 1 554 habitantes (densidade: 292,7 hab./km²).